# Hesperentomidae
Famille
Les Hesperentomidae sont une famille de protoures.

## Liste des genres
Selon Szeptycki, 2007
- Hesperentominae Price, 1960
  - Hesperentomon Price, 1960
  - Ionescuellum Tuxen, 1960
- Huhentominae Yin, 1983
  - Huhentomon Yin, 1977

## Référence
- Price, 1960 : A new family of Protura from California. Annals of the Entomological Society of America, vol. 53, p. 675–678.